# България на зимните олимпийски игри 1964
България участва на зимните олимпийски игри в Инсбрук през 1964 година, като това е шестата зимна олимпиада, на която страната взима участие.

## Ски алпийски дисциплини
Мъже
| Спортист      | Събитие          | Състезание | Състезание |
| Спортист      | Събитие          | Време      | Място      |
| ------------- | ---------------- | ---------- | ---------- |
| Петър Ангелов | спускане         | 2:43.32    | 60         |
| Петър Ангелов | гигантски слалом | 2:11.71    | 49         |

Мъже слалом
| Спортист      | Квалификация | Квалификация | Квалификация | Квалификация | Финал         | Финал         | Финал         | Финал         | Финал         | Финал         |
| Спортист      | Време 1      | Място        | Време 2      | Място        | Време 1       | Място         | Време 2       | Място         | Общо          | Място         |
| ------------- | ------------ | ------------ | ------------ | ------------ | ------------- | ------------- | ------------- | ------------- | ------------- | ------------- |
| Петър Ангелов | 58.14        | 41           | DNF          | –            | не продължава | не продължава | не продължава | не продължава | не продължава | не продължава |

## Ски бягане
Мъже
| Събитие | Спортист        | Състезание | Състезание |
| Събитие | Спортист        | Време      | Място      |
| ------- | --------------- | ---------- | ---------- |
| 15 км   | Борислав Очушки | DNF        | –          |
| 15 км   | Стефан Митков   | 57:05.0    | 43         |
| 30 км   | Борислав Очушки | 1'44:00.1  | 49         |
| 30 км   | Стефан Митков   | 1'42:13.2  | 37         |
| 50 км   | Борислав Очушки | 3'08:18.7  | 32         |
| 50 км   | Стефан Митков   | 3'01:13.7  | 25         |

Жени
| Събитие | Спортист          | Състезание | Състезание |
| Събитие | Спортист          | Време      | Място      |
| ------- | ----------------- | ---------- | ---------- |
| 5 км    | Надежда Михайлова | 21:18.9    | 28         |
| 5 км    | Надежда Василева  | 20:24.2    | 21         |
| 5 км    | Кръстана Стоева   | 19:11.2    | 13         |
| 10 км   | Надежда Михайлова | 47:45.2    | 28         |
| 10 км   | Кръстана Стоева   | 47:39.2    | 26         |
| 10 км   | Роза Димова       | 46:53.1    | 22         |
| 10 км   | Надежда Василева  | 46:10.8    | 20         |

Жени 3 x 5 км шафета
| Спортисти                                    | Състезание | Състезание |
| Спортисти                                    | Време      | Място      |
| -------------------------------------------- | ---------- | ---------- |
| Роза Димова Надежда Василева Кръстана Стоева | 1'06:40.4  | 5          |